# ホテルアークリッシュ豊橋
ホテルアークリッシュ豊橋（ホテルアークリッシュとよはし、HOTEL ARC RICHE TOYOHASHI）は、愛知県豊橋市駅前大通にあるココラフロント内にあるサーラグループが運営のシティホテルである。

## 概要
当ホテル名称の「アークリッシュ」はフランス語のarc riche（アルク リーシュ）を英語読みしたもので「豊かな橋（アーチ）」すなわち「豊橋」という意味を表す。2008年（平成20年）9月3日オープン。所在地は〒440-0088 愛知県豊橋市駅前大通1丁目55番地
豊橋駅前の旧豊橋西武跡地に建設された、ココラフロント（COCOLA FRONT）のサーラタワー（SALA TOWER）の10階 - 16階に入居する。メインロビー（フロント）はホテルの最上階にあり、豊橋の街並みが見渡せる。

### 宿泊概要
- チェックイン：14:00、チェックアウト：12:00
- ルームサービス：7:00 - 24:00、朝刊サービス
- 全91室（シングル50室、ダブル18室、ツイン12室、デラックス11室）

### 宿泊施設
- ARC RICHE FLOOR（アークリッシュフロア、SALA TOWER 10階）
  - プライベートデッキやジャグジーを備えた特別フロア。
- STANDARD FLOOR（スタンダードフロア、SALA TOWER 11階 - 14階）
- CLUB FLOOR（クラブフロア、SALA TOWER 15階）
  - リラクゼーション、ラウンジ、フィットネスなど、すべての宿泊客が利用可能。

### その他施設
- レストラン・バー
  - RESTAURANT KEI（メインレストラン「KEI」、SALA TOWER 16階）
  - BAR DANRO（バー「DANRO」、SALA TOWER 16階）
  - THE GARDEN（ザ・ガーデン、GARDEN SITE 3階）
- バンケット
  - THE TERRACE ROOM（ザ・テラスルーム、GARDEN SITE 4階） - バルコニー併設のバンケットルーム。
  - THE GRACE（ザ・グレイス、GARDEN SITE 5階） - 2フロア吹き抜けのバンケットホール。
- ブライダル
  - ONGAKUDO（音楽堂、GARDEN SITE 3階）
- ミーティングルーム
  - THE GREEN ROOM（ザ・グリーンルーム、GARDEN SITE 4階）

## 歴史
- 2008年（平成20年）9月3日 - グランドオープン。
- 2020年（令和2年）7月1日 - 7月2日 - 第61期王位戦第一局開催。結婚式場を改装し対局場とした[1]。

## 交通アクセス

### 自動車
- 東名高速道路豊川ICより車で約20分。

### 鉄道
- JR東海東海道本線・名鉄名古屋本線 豊橋駅東口から徒歩で約1分。
- 豊橋鉄道渥美線 新豊橋駅（豊橋駅南口）から徒歩で1分。
- 豊橋鉄道東田本線 駅前停留場から徒歩で約1分。

### バス
- 豊鉄バス「豊橋駅前」停留所下車。

## 系列ホテル
- ホテルデイ・バイ・デイ（浜松駅前）
- 豊橋グランドホテル